# جادوگر ۳: تصرف
جادوگر ۳: تصرف (به انگلیسی: Witchboard III: The Possession) یک فیلم ترسناک کانادایی محصول سال ۱۹۹۵ به کارگردانی پیتر سواتک با بازی دیوید نورمن، الیزابت لمبرت، سدریک اسمیت، دونا ساراسین و دانت مک کی است.

## انتشار فیلم
پس از اینکه اولین فیلم، که به صورت نمایشی منتشر شد، در ویدیوی خانگی محبوب شد، دنباله‌های آن به صورت ویدئویی منتشر شدند. ریپابلیک پیکچرز این فیلم را در دسامبر ۱۹۹۵ در ایالات متحده،  و تلسن (به فرانسوی : Téléscéne)  در کانادا در ۱۶ فوریه ۱۹۹۶ منتشر نمود.